# Dezhgan
Dezhgan (en persan : دژگان) est un village de la province du Hormozgan dans le sud de l'Iran.

## Histoire
Le village est visité par le voyageur allemand Engelbert Kaempfer en 1687, qui le cite sous le nom de Dusguun ou Disguun. Il y décrit la récolte traditionnelle de l'ase fétide, dont la région est productrice à l'époque.